# Out of the Woods
Out of the Woods è un brano musicale della cantautrice statunitense Taylor Swift, pubblicato il 14 ottobre 2014 come singolo promozionale del suo quinto album in studio 1989. È stato presentato, tramite l'ascolto di una breve parte del brano, il 13 ottobre 2014 a Good Morning America, per poi essere pubblicato su iTunes il giorno seguente. Viene estratto come singolo ufficiale il 1º gennaio 2016.

## Descrizione
Il brano, dalla durata di tre minuti e cinquantacinque secondi, è stato scritto e prodotto da Taylor Swift e Jack Antonoff, con la partecipazione sulla produzione vocale di Max Martin. Swift, esprimendosi sulla canzone, dice:
È la prima canzone scritta da Swift su una traccia audio già esistente. Antonoff mandò la base senza testo a Swift, che lo scrisse in poco più di 30 minuti. La canzone è in pieno stile pop anni ottanta; infatti, Antonoff spiega che per creare la base ha usato due strumenti prettamente di quell'epoca: la tastiera elettronica Yamaha DX7 e il sintetizzatore Minimoog Voyager.

## Accoglienza
| Recensione | Giudizio |
| ---------- | -------- |
| Billboard  |          |

La canzone ha subito ricevuto critiche positive.
Jason Lipshutz, scrivendo per Billboard, dà un giudizio positivo alla canzone, descrivendo il vasto coro finale come "la sequenza di chiusura di un film d'azione anni ottanta". Aggiunge anche che produttori come Jack Antonoff possono guidarla in nuove viste sonore, ma lei rimane una scrittrice in grado di presentare "immagini sorprendenti, istantaneamente indimenticabili". Lucas Villa di AXS descrive la canzone come "la sua opera più avventurosa e mozzafiato finora".

## Video musicale
Il video musicale di accompagnamento diretto da Joseph Kahn ha debuttato nel Dick Clark's New Year's Rockin' Eve with Ryan Seacrest su ABC il 31 dicembre 2015. Ha segnato la quarta collaborazione di Swift e Kahn nel 1989 dopo "Blank Space", "Bad Blood" e "Wildest Dreams". Il video è stato girato in Nuova Zelanda tra le montagne di Queenstown e su Bethells Beach. Durante le riprese, una violenta tempesta ha colpito, causando cadute degli alberi. Dopo l'evacuazione, le riprese ripresero una settimana più tardi.
Nel video, Swift attraversa quello che sembra essere un bosco incantato, inseguita da un branco di lupi che strappano il suo vestito. Poi lei si trova in luoghi diversi che rappresentano i quattro elementi fondamentali della natura in tutto il video. Alla fine del video, i "boschi" che stava strisciando attraverso scompaiono come lei trova una spiaggia, dove un'altra versione di lei è in attesa sulla riva. Il video si conclude con la didascalia "SHE LOST HIM, BUT SHE FOUND HERSELF AND SOMEHOW THAT WAS EVERYTHING ovvero "Lei lo ha perso, ma ha trovato se stessa e in qualche modo quello era tutto".

## Successo commerciale
Out of the Woods ha debuttato alla posizione 18 della Billboard Hot 100, diventando il 61° brano di Swift ad entrare nella Hot 100. Così divenne la seconda artista femminile ad avere il maggior numero di canzoni nella classifica, dopo Aretha Franklin, con 73 canzoni. Ha debuttato alla 1ª posizione della Digital Songs, con 195.000 vendute e facendo scendere la sua stessa Shake It Off dalla prima alla seconda posizione; in questo modo è diventata la prima artista ad avere due brani contemporaneamente alla prima e seconda posizione per due volte, dopo che Ronan e We Are Never Ever Getting Back Together avevano occupato le prime due posizioni contemporaneamente nel 2012.

## Classifiche
| Classifica (2014-23) | Posizione massima |
| -------------------- | ----------------- |
| Australia            | 19                |
| Austria              | 64                |
| Canada               | 8                 |
| Danimarca            | 23                |
| Francia              | 70                |
| Nuova Zelanda        | 6                 |
| Portogallo           | 45                |
| Spagna               | 22                |
| Stati Uniti          | 18                |
| Ungheria             | 38                |
| Vietnam              | 65                |

## Pubblicazione
| Stato       | Data            | Formato           | Etichetta Discografica |
| ----------- | --------------- | ----------------- | ---------------------- |
| Mondo       | 14 ottobre 2014 | Download digitale | Big Machine            |
| Regno Unito | 27 ottobre 2014 | Download digitale | Big Machine            |

## Out of the Woods (Taylor's Version)
In seguito alla controversia con la sua precedente casa discografica e la vendita dei master delle pubblicazioni precedenti al suo contratto con la Republic Records, Swift ha cominciato a ri-registrare tutta la sua discografia dal 2006 al 2019, includendo anche brani non inclusi in alcun album in studio. Ogni reincisione presenta la dicitura Taylor's Version nel titolo, per distinguerla dall'incisione originale e quindi dal master non di proprietà della cantautrice.
Il 27 ottobre 2023 Taylor Swift ha ripubblicato il brano sotto il nome Out of the Woods (Taylor's Version), incluso nell'album 1989 (Taylor's Version).